# آرویدس باردا
آرویدس باردا (لتونیایی: Arvīds Bārda; ۱۱ نوامبر ۱۹۰۱ – ۱ ژانویهٔ ۱۹۴۰) بازیکن فوتبال اهل لتونی بود.